# أوه هيون كيونج
أوه هيون كيونج (بالكورية: 오현경) هي ممثلة كورية جنوبية. ولدت يوم 25 مارس 1970 في سول في كوريا الجنوبية.

## روابط خارجية
- أوه هيون كيونج على موقع IMDb (الإنجليزية)
- أوه هيون كيونج على موقع قاعدة بيانات الفيلم (الإنجليزية)